# رودخانه گروژا
رودخانه گروژا (به انگلیسی: Gruža (river)) رودخانه‌ای به‌طول ۷۷ کیلومتر است که در صربستان جریان دارد.